# Xenelaphis
Xenelaphis – rodzaj węży z podrodziny Colubrinae w rodzinie połozowatych (Colubridae).

## Zasięg występowania
Rodzaj obejmuje gatunki występujące w Tajlandii, Wietnamie, Malezji, Singapurze, Indonezji i być może Mjanmie.

## Systematyka

### Etymologia
Xenelaphis: gr. ξενος xenos „obcy, dziwny”; rodzaj Elaphis Bonaparte, 1831.

### Podział systematyczny
Do rodzaju należą następujące gatunki:
- Xenelaphis ellipsifer
- Xenelaphis hexagonotus